# Ernesto Pochintesta
Ernesto Domenico Felice Pochintesta (Stradella, 18 gennaio 1840 – Torino, 13 gennaio 1892) è stato un pittore italiano.

## Biografia
Nacque da Angelo e da Rosa Plana, agiati proprietari terrieri piemontesi. Il padre proveniva da un'antica famiglia nobile ferrarese, originaria di Villanova di Bagnacavallo, che aveva avuto una qualche notorietà alla corte degli Este. Il fratello Felice studiò legge e divenne uno stimato professore presso l'Università di Torino del quale si ricordano due testi ancora fondamentali negli studi di giurisprudenza: Del Diritto Decemvirale, piccolo manuale di diritto romano delle origini e Del Diritto delle Obbligazioni, importante studio del diritto civile italiano post unitario. Ernesto, a differenza del fratello, aveva un temperamento più spensierato ed i genitori gli permisero di coltivare le sue passioni artistiche senza ostacolarlo.
Fu allievo di Antonio Fontanesi all'Accademia Albertina di Torino ed amico di Vittorio Avondo e Giuseppe Giacosa, librettista di Giacomo Puccini, il quale lo immortalò più volte in chiave ironica sul quotidiano Fanfulla. Per un periodo studiò a Parigi con il pittore Thomas Couture di cui frequentò l'atelier di Villiers-le-Bel e che fu il maestro di Edouard Manet. Espose al Salon di Parigi nel 1876 e nel 1877, a fianco di artisti quali Manet, Alma Tadema, Rodin, Moreau e Sargent. In Italia riscosse un discreto successo in svariate mostre sia a Milano che a Venezia. Nel 1874 divenne socio della Società degli Acquafortisti.
Nel 1887 sposò Ida Negri degli Ariosto, un'aristocratica ferrarese più giovane di lui di ventuno anni. Morì depresso ed impoverito nel 1892 a seguito di alcuni investimenti sbagliati che compromisero la solidità del suo patrimonio.

### Attività artistica tra Torino e Parigi
Ancora giovanissimo e pieno di fervori avventurosi, Pochintesta partecipò come sottotenente portabandiera della Brigata "Pistoia" alla campagna delle Marche ed alla presa di Messina (operazioni della Seconda Guerra d'Indipendenza), nel corpo di spedizione del generale Cialdini; in seguito e sino al 1864 fu luogotenente presso il 53º Reggimento Fanteria "Umbria" ove fu nominato aiutante di campo del generale Raffaele Cadorna, allora comandante generale della divisione territoriale di Firenze. Congedatosi dal Regio Esercito, si imbarcò quindi per il Messico al seguito di Massimiliano d'Asburgo, in qualità di ufficiale del neonato esercito imperiale messicano. Conclusasi tragicamente l'esperienza messicana, egli tornò a Torino ed intraprese la sua carriera artistica.

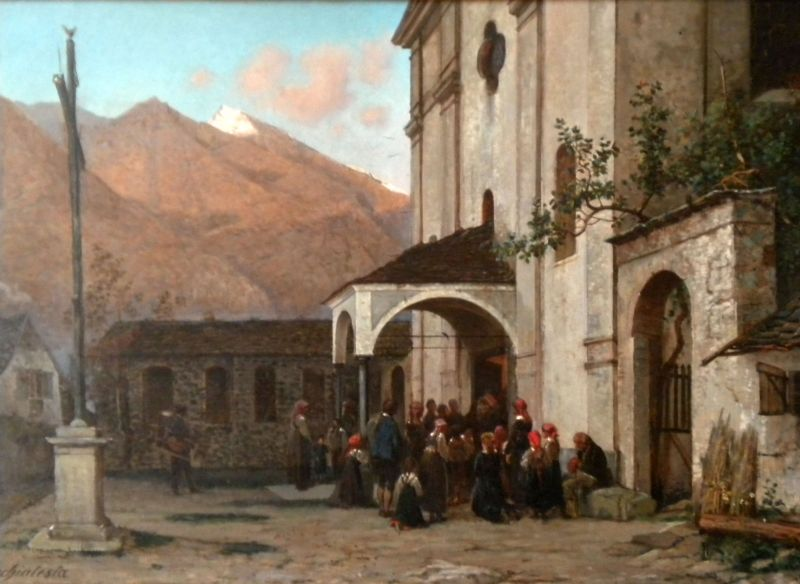
A Issogne, olio su tela, 1873

Nell'estate del 1873 Pochintesta investì del suo e fu coinvolto nel restauro del Castello di Issogne che l'amico Avondo aveva comperato all' asta dal barone Marius de Vautheleret. L'impresa del restauro fu un lavoro filologicamente accurato mirante a ristabilire la cifra rinascimentale valdostana che regnava negli ambienti del castello ma fu, al contempo, occasione di goliardico ritrovo tra una compagine di amici tutta dedita all'arte ed alla spensieratezza. Tra gli ospiti del castello in quel periodo figuravano i pittori Alfredo d'Andrade e Federico Pastoris ma anche il vignettista Casimiro Teja oltre che il drammaturgo Giuseppe Giacosa che si incaricò di raccontare le imprese del gruppo sul Fanfulla. Tra questi amici Pochintesta fu il più goliardico e Giacosa racconta, a titolo di esempio, di una gita montana di sedici ore nella quale il Pochintesta incorse in un gran ruzzolone senza conseguenze: avendo il Teja tratto spunto da questo avvenimento per una vignetta satirica apparsa poi sul Pasquino, il Giacosa nota come "tutto orgoglioso, portò di già il giornale a tutte le notabilità femminine d'Issogne e di Verrès, per muoverle ad ammirazione e a compassione dei propri casi".
Nel 1875 si trasferì a Parigi, meta ideale della sua ricerca artistica, dove sin da subito si interessò alla pittura di Camille Corot. Al Salon del 1876 espose il suo Un chemin mentre l'anno dopo, sempre al Salon, presentò un dipinto dal titolo Fontaine, aux environs de Villiers-le-Bel che venne acquistato dal noto banchiere Emile Gaillard, allievo ed amico di Chopin (che gli dedicò anche una sua mazurka). Gaillard era personaggio primario nella buona società di Parigi, banchiere del Conte di Chambord e di Victor Hugo, ma soprattutto era un grande appassionato di arte medievale e rinascimentale, motivo che lo spinse a comprare anche un certo numero di mobili originali dal Castello di Issogne al fine di arredare il suo Hotel Gaillard, dimora neogotica che fece costruire nella zona della Plaine de Monceau. A Parigi Pochintesta era incluso in uno stimolante circolo di intellettuali tra i quali lo scrittore americano Henry James che lo nomina anche nelle sue lettere per la pazienza dimostrata nell'ascoltare le bozze dei suoi lavori. 
Le relazioni sociali di Pochintesta lo resero assai utile anche al suo maestro d'un tempo, Fontanesi, che più volte si servì di lui per piazzare alcuni suoi quadri, specie prima della sua partenza per Tokyo; da alcune lettere del Fontanesi, tuttavia, nelle quali il pittore scrive all'allievo Stratta prima "saluti gli altri, faccia far giudizio al Pochintesta" e poi "A Pochintesta una buona tirata d'orecchie" si evince che il giovane pittore non era cambiato molto rispetto al periodo piemontese. A Parigi, pur non riscuotendo un grande successo, riuscì ugualmente ad assicurarsi un decoroso tenore di vita grazie alle lezioni di pittura che impartiva ad un principe asiatico con il quale era entrato in amicizia.
Nel 1880 tornò definitivamente a Torino ove si dedicò perlopiù alla produzione di quadri di paesaggi e scene di paese che avevano un buon mercato anche perché sembra che il Pochintesta li cedesse per somme irrisorie. Insieme a Edoardo Calandra ed al pittore Alberto Maso Gilli nel 1884 compose la Guida illustrata al castello feudale del XV secolo, realizzata in occasione dell'edificazione del Castello Feudale per l'Esposizione Generale Italiana tenutasi in quell'anno a Torino.

## Opere esposte

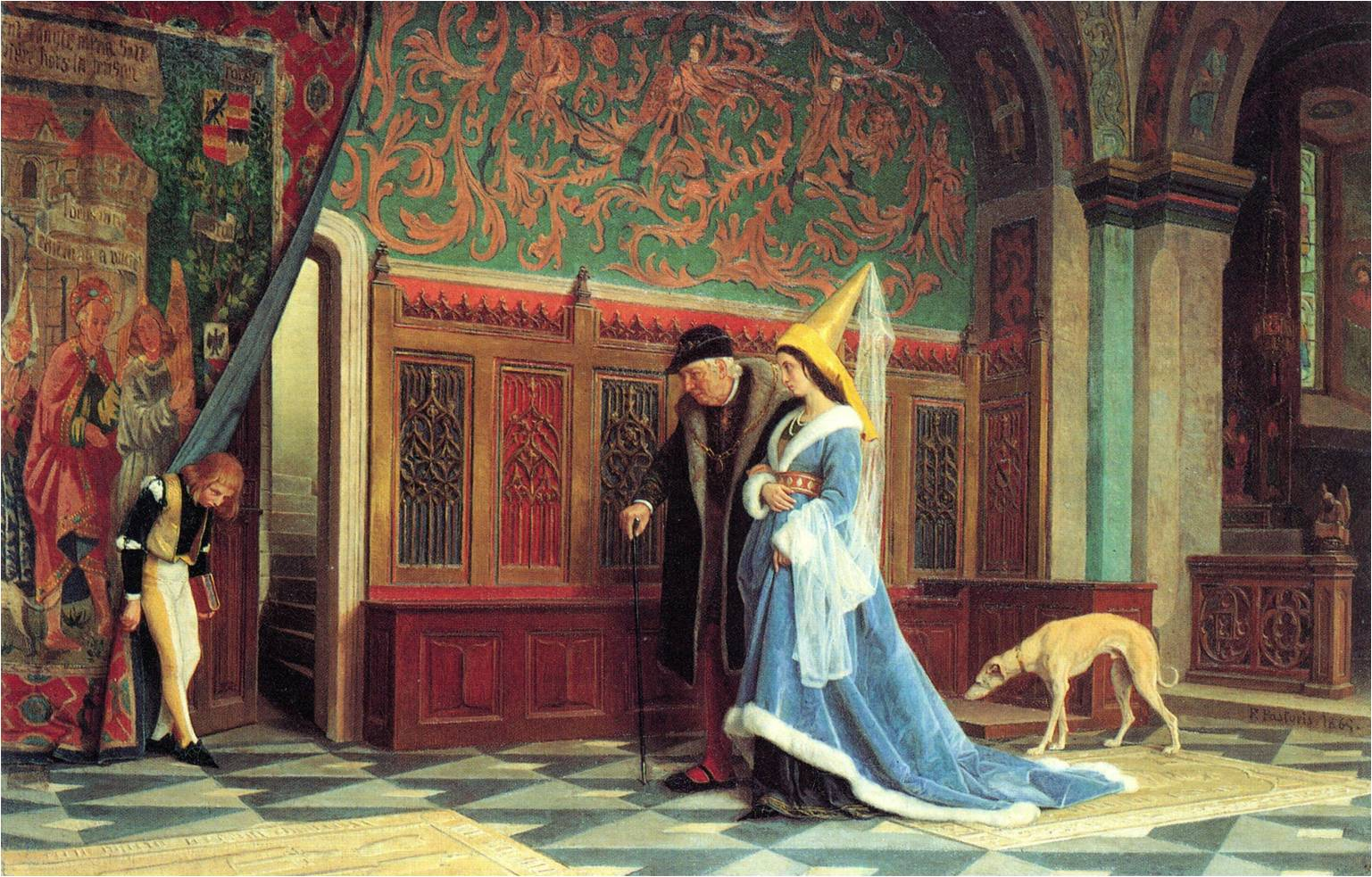
I signori di Challant, olio su tela, 1865, di Federigo Pastoris di Casalrosso, amico di Pochintesta, raffigura il Castello di Issogne ed i suoi proprietari nel rinascimento.

Veduta con barca (1867) ; Ce n'è per tutti (1871) ; Ricordo delle Langhe (1872) ; A Issogne (1873) ; Rive del Po (1873) ; Passo cattivo (1874) ; Cassetta a fiori (1874) ; Un chemin (1876) ; Fontaine, aux environs de Villiers-le-Bel (1877) ; Campagna ferrarese (1884) ; Via al macello (1885) ; Cattle watering (1888); In the Appennines (1888); Isola di San Giorgio a Venezia (1891) ; Ove fu la grande battaglia (1891).